# 倭
倭，《说文解字》释为：顺貌。从人委声。倭是古代中国对日本列岛以及其近邻的的通称，居民称为倭人，国家則称为倭国。
有说法认为“倭”字带有“矮”和“小”的意思，但其无任何史料或字书根据，应是对日本的贬称（“倭寇”等）衍生出来的俗说字义。有说法认为“倭”是源自日语中，第一人称（ware），但并无确证。总结来讲，目前“倭”的来历没有通说。
日文汉字中，音讀為（wa），與字同；訓讀為「（Yamato）」與的熟字訓相同。但中國有學者認為「邪馬臺・耶馬臺」才是「（Yamato）」的音譯，倭是中国古代对倭奴的简称，但「倭奴」的汉语古音為「wana」、并不对应旧时日语词汇中「女人」的音讀「womina」。

## 倭人
倭人习性与特征如下：
- 人民事渔业兼種禾稻。
- 黥面紋身，穿貫頭衣，服装风俗似吴越。
- 一夫多妻，婦人不嫉妒。
- 法俗嚴峻少爭訟。
- 其人嗜酒，冬夏食生菜。
- 其人壽考，多八九十歲。
- 在神靈或貴人的面前會以拍手的方式表達敬意。
- 以「噫」聲來表示回應。
- 國中有市場，以鐵為貨。

## 倭国
战国时，盖国在钜（大）燕南，倭北，倭属燕。汉魏至晋時的日本正是女王当政，倭奴国即是倭國中的奴國，并不指女王国，而中国古代有以音译称呼和记载外国地理和人物名词的惯例。有人说倭來自日語中的第一人稱「（羅馬化：wa）」。
唐代以前中国和朝鲜所用于称呼现今日本西南部份（主要是九州岛）之地理名词。此词汇的涵义随时间而有所不同，最早是朝鲜半岛用于称呼九州岛弥生人所建立的邦国。两汉经乐浪与朝鲜半岛人接触，进而得知倭人。后日本邪马台国兴，遣使纳贡魏国，魏明帝曹叡授邪马台国女主卑弥呼亲魏倭王。六朝时，倭遣使纳贡，中国各朝皆封其为倭王，然其国是倭（羅馬化：Yamato）、邪马台抑或其它日本势力则不得而知。
隋唐以后，倭人政权开始自称「日本」，中国于武后时亦改称其名为日本。其他亦有日本为唐朝赐给倭国的国名之说。
倭地位置由于《三国志》所记倭地位置为“循海岸水行，历韩国，乍南乍东，到其北岸狗邪韩国，七千餘里，始度一海，千餘里至对马国……又南渡一海千餘里，名曰瀚海，至一大国，官亦曰卑狗……又渡一海，千餘里至末卢国……东南陆行五百里，到伊都国……东南至奴国百里……东行至不弥国百里……南至投马国，水行二十日南至邪马台国，女王之所都，水行十日，陆行一月…计其道里，当在会稽东冶之东。”，方位混乱错误，使得中国后世将其地理位置视为扬州之东。